# Сидоров, Алексей Иванович (историк)
Алексе́й Ива́нович Си́доров (27 ноября 1944, пос. Салтыковка Московская область, СССР — 23 февраля 2020, Москва, Россия) — советский и российский историк и патролог, переводчик. Кандидат исторических наук (1981), доктор церковной истории (1999), профессор Московской духовной академии. Автор более 100 научных работ (из них 10 книг).

## Биография
Родился 27 ноября 1944 года в посёлке Салтыковка, Балашихинского района Московской области.
В 1962 году окончил среднюю школу, позднее работал на заводе токарем.
В 1963—1966 годах проходил службу в Вооружённых Силах СССР.
В 1966—1969 годах работал механиком и инженером.
В 1969—1975 годах учился на кафедре истории древнего мира и кафедре древних языков исторического факультета МГУ имени М. В. Ломоносова.
В 1981 году окончил заочную аспирантуру Института всеобщей истории АН СССР и защитил диссертацию на соискание учёной степени кандидата исторических наук по теме «Проблема гностицизма и синкретизм позднеантичной культуры: учение наассенов» (специальность 07.00.03 — всеобщая история). Работал младшим научным сотрудником, научным сотрудником и старшим научным сотрудником в Институте истории СССР.
В 1988 году стал преподавателем истории древней Церкви и заведующим кафедрой патрологии Московской духовной академии.
В 1990 году экстерном окончил Московскую духовную семинарию, а в 1991 году — Московскую духовную академию.

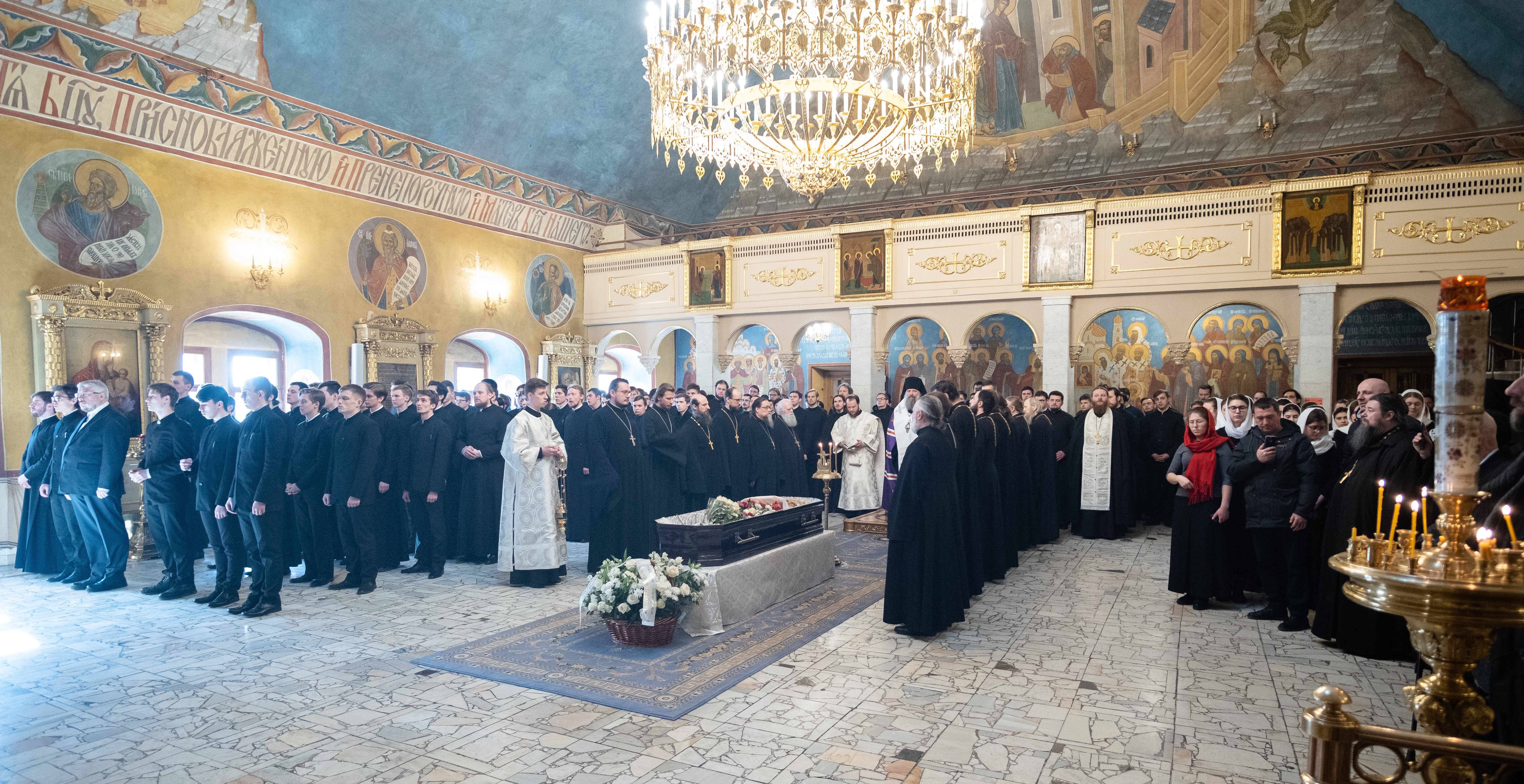
Лития по новопреставленному профессору МДА Алексею Сидорову

С 1991 года — доцент Московской духовной академии.
С 1993 по 2008 год работал ведущим научным сотрудником Института мировой литературы РАН, где возглавлял группу византийской литературы.
В 1994—2000 годах преподавал патрологию в РПИ св. Иоанна Богослова и в Православном Свято-Тихоновском богословском институте.
С 1997 года — профессор Московской духовной академии и ПСТБИ.
В 1999 году в ПСТБИ защищал магистерскую диссертацию по теме «Древнее монашество в истории и литературных памятниках», однако решением Специализированного учёного совета ПСТБИ за выдающуюся научно-педагогическую деятельность и совокупность научных работ была присуждена степень доктора церковной истории.
В 2001 году пережил тяжелый инсульт со значительной парализацией тела.
С 2006 года преподаватель патрологии в Сретенской духовной семинарии.
Незадолго до своей смерти принял постриг с наречением имени Кирилл в честь преп. Кирилла Радонежского.
В память об ученом в стенах Сретенской духовной академии с 2022 года проводится международная богословско-патрологическая конференция «Сидоровские чтения».

## Научная деятельность
Большую часть трудов профессора А. И. Сидорова составляют переводы творений святых отцов Церкви и древнецерковных писателей, которые также снабжены обширными вступительными статьями и подробными комментариями. Известный ученый и переводчик трудился над переводами и проводил богословский анализ сочинений преподобного Максима Исповедника, аввы Евагрия Понтийского, блаженного Феодорита Кирского, преподобного Анастасия Синаита, святителя Григория Паламы и Феолипта Филодельфийского, а также древних памятников аскетической и монашеской письменности. Кроме того, для духовных академий и богословских институтов им написано учебное пособие «Курс патрологии». Труд «Древнехристианский аскетизм и зарождение монашества» посвящён вопросу возникновения церковной письменности.
А. И. Сидоров был вдохновителем, составителем, главным редактором и комментатором пяти книжных серий: Святоотеческое наследие (вышло 5 томов), Библиотека отцов и учителей Церкви (вышло 15 томов), Православное монашество и аскетика в исследованиях и памятниках (вышло 4 тома), Святые отцы и учители Церкви в исследованиях православных ученых (вышло 4 тома) и заключительная серия: Полное собрание святых отцов Церкви и церковных писателей в русском переводе (вышло 3 тома, готовится четвёртый). Также под его началом готовилось издание Полного собрания церковно-исторических трудов выдающегося русского церковного историка В. В. Болотова.

## Научные труды
- Курс патрологии : Возникновение церковной письменности : [Учеб. пособие]. — М. : Рус. огни, 1996. — 348 с. — ISBN 5-88599-003-4
- Преподобни Максим Исповедник. Епоха, живот, стваралаштво. Сремеки Карловци, 1998.
- Древнехристианский аскетизм и зарождение монашества. — Православный паломник, 1998. — 545 с.
- Дела древних отца подвижника. Уводни членак и коментари А. И. Сидорова. — Београд: Задужбина Светог манастира Хиландара, 2006.
- Коррупция — абсолютная монополия: ликвидация ее необходима и реально осуществима. — Санкт-Петербург : Астерион, 2013. — 142 с. — ISBN 978-5-00045-071-0
- Система православного ведения хозяйства — крепкая основа российской цивилизации. — Санкт-Петербург : Астерион, 2019. — 405 с. — ISBN 978-5-00045-750-4 — 100 экз.

- К вопросу о взаимоотношении эллинского и восточного мировоззрения в позднюю античность // XIV Международная конференция античников соцстран. Тезисы докладов. — Ереван, 1976.
- Современная зарубежная литература по гностицизму (Критико-аналитический обзор) // Сборник «Современные зарубежные исследования по античной философии». — М., 1978.
- Плотин и гностики // Вестник древней истории. — 1979. — № 1.
- Неоплатонизм и манихейство // Вестник древней истории. — 1980. — № 3.
- Открытие фрагмента из «Евангелия» Мани // VIII Всесоюзная конференция Вестника древней истории. Тезисы докладов. — М., 1981.
- Гностицизм и философия (учение Василида по Ипполиту) // Ежегодник «Религии мира. История и современность». — М., 1982.
- Проблема гностицизма и синкретизм позднеантичной культуры в историографии // Сборник «Актуальные проблемы классической филологии». — М., 1982.
- Манихейство в изображении Августина // Вестник древней истории. — 1983. — № 2.
- Герметизм. // Философский энциклопедический словарь. — М.: Советская энциклопедия, 1983. — С. 112.
- Гностицизм. // Философский энциклопедический словарь. — М.: Советская энциклопедия, 1983. — С. 118—119.
- Манихейство. // Философский энциклопедический словарь. — М.: Советская энциклопедия, 1983. — С. 339.
- Нумений // Философский энциклопедический словарь. — М.: Советская энциклопедия, 1983. — С. 442.
- Некоторые замечания к биографии Максима Исповедника // Византийский временник. — 1986. — Т. 47.
- Некоторые замечания по поводу изучения «Изборника Святослава 1073 г.» // Древнейшие государства на территории СССР. Материалы и исследования. 1985 год. — М., 1986.
- Некоторые проблемы ранневизантийской философии // Древнейшие государства на территории СССР. Материалы и исследования. 1985 год. — М., 1986.
- Иже во святых отца нашего Максима Исповедника краткое толкование на молитву «Отче наш», написанное для некоего Христолюбца // Журнал Московской Патриархии. 1986. — № 7. — С. 69-74; № 8. — C. 64-75.
- Гностическая философия истории // Палестинский Сборник. — 1987. — Вып. 29 (92)
- Арианство в свете современных исследований // Вестник древней истории. — 1988. — № 2.
- «Монофелитская» уния по свидетельству «Повествования о делах армянских» // Историко-филологический журнал. — Ереван, 1988. — № 3.
- Иоанн Грамматик Кесарийский. К характеристике византийской философии в VI в. // Византийский временник. — 1988. — Т. 49
- Проблема «единого действия» у Анастасия I Антиохийского. К вопросу о создании идейных предпосылок монофелитских споров // Byzantinoslavica. — 1989. — T. 50. — № 1.
- История монофелитских споров в изображении Анастасия Синаита и Псевдо-Анастасия Синаита // Византийский временник. — 1989. — Т. 50.
- Логика и диалектика Иоанна Филопона: о характере переходной эпохи в развитии философской мысли от античности к средневековью // Историко-философский ежегодник 89. — М., 1989.
- Христианство // Преподавание истории в школе. — 1990. — № 5
  - Христианство // Религии мира. Пособие для учителя. — М., 1994.
- Послание Евсевия Кесарийского к Констанции (к вопросу об идейных истоках иконоборчества) // Византийский временник. — 1991. — Т. 51.
- Политика и богословие в Византии VII в. Вступительная статья, редакция перевода и комментарии к «Житию преп. Максима Исповедника» // Ретроспективная и сравнительная политология. Вып. I. — М., 1991.
- Феодор Раифский и Феодор Фаранский (по поводу одного из авторов «Изборника Святослава» 1073 г.) // Древнейшие государства на территории СССР. Материалы и исследования. 1990 год. — М., 1991.
- Творческое наследие Максима Исповедника в Древней Руси (на материале «Изборника Святослава» 1073 г.) // Традиции древнейшей славянской письменности и языковая культура восточных славян. — М., 1991.
- Анонимный трактат «Метод священной молитвы и внимания» и его место традиции исихазма // XVIII Международный конгресс византинистов. Резюме сообщений. — М., 1991
  - Трактат «Метод священной молитвы и внимания» и его место в истории исихазма // Символ. — 1995. — № 34.
  - Трактат «Метод священной молитвы и внимания» и его место в традиции исихазма // Богословский вестник. М., 1996. — Т 1. — № 2. — С. 90-127.
- Путь христианского любомудрия (О преподобном Никите Стифате) // Журнал Московской Патриархии. — 1992. — № 6.
- Логико-богословский трактат в «Путеводителе» Анастасия Синаита // Памятники науки и техники. 1990 год. — М., 1992.
  - Логико-богословский трактат в «Путеводителе» преподобного Анастасия Синаита // Журнал Московской Патриархии. 1993. — № 7. — С. 65-71
- «Дидахе» (вероучительный и литургико-канонический памятник первохристианской эпохи) // Символ. — 1993. — № 29.
- Библиотека отцов и учителей Церкви. Предисловие к серии // Св. Иустин Философ и Мученик. Творения. — М., 1995.
- С. Л. Епифанович и его книга о преп. Максиме Исповеднике. Предисловие // Епифанович С. Л. Преподобный Максим Исповедник и византийское богословие. — М., 1996.
- Святые отцы и учители Церкви в исследованиях православных ученых. Предисловие к серии // Архимандрит Киприан (Керн). Антропология св. Григория Паламы. — М., 1996.
- Архимандрит Киприан Керн и традиция православного изучения поздневизантийского исихазма // Архимандрит Киприан (Керн). Антропология св. Григория Паламы. — М., 1996.
- Монументальный труд по святоотеческой аскетике С. М. Зарина. Предисловие // Аскетизм по православно-христианскому учению. Этико-богословское исследование Сергея Зарина. — М., 1996
- Священное Писание в египетском монашестве IV в. (На материале греческих творений св. Аммона) // Традиции и наследие Христианского Востока. Материалы международной конференции. — М., 1996
- Преосвященный Филарет (Гумилевский) — основатель русской патрологической школы. Предисловие // Историческое учение об отцах Церкви Филарета (Гумилевского), Архиепископа Черниговского и Нежинского. — М., 1996.
- «Мысли» (гл. 1-3) Евагрия Понтийского: тип богословского мышления // Ежегодная богословская конференция Православного Свято-Тихоновского богословского института. 1992—1996. — М. 1996. — С. 116—121.
- Предисловие // Творения св. Григория Чудотворца и св. Мефодия епископа и мученика. — М., 1996.
- Преосвященный Иларион (Троицкий) как богослов и церковный ученый // Архиепископ Иларион (Троицкий). Очерки из истории догмата о Церкви. — М., 1997.
- Святой Аммон: личность и творения // Богословские труды. 1997. — № 33. — C. 253—257
- Преподобный Максим Исповедник и его эпоха в изображении Х. Урса фон Бальтазара // Альфа и Омега. 1997. — № 3 (14). — C. 98-105.
- Библейско-критический труд Оригена «Гекзаплы» // Альфа и Омега. 1998. — № 2 (16). — С. 61-69.
- Начало Александрийской школы: Пантен. Климент Александрийский // Ученые записки Российского православного университета ап. Иоанна Богослова. М., 1998. — № 3. — С. 56-138.
- Антиохийская богословская школа и ее представители: Этап становления // Ученые записки Российского православного университета ап. Иоанна Богослова. 1998. — № 3. — C. 139—192. (в соавторстве с А. И. Сагардой)
- Святитель Феолипт Филадельфийский: его эпоха и его учение о Церкви: (На материале «Двух слов против арсенитов») // Альфа и Омега. 1998. — № 3 (17). — C. 80-112.
- Проблемы творчества преподобного Исаака Сирина. По поводу книги иеромонаха (Алфеева) «Мир Исаака Сирина» // Православное Книжное Обозрение. Специальное приложение.
- Предисловие [к сб. «Ученых записок»] // Ученые записки Российского православного университета ап. Иоанна Богослова. 1998. — № 3. — С. 4-5.
- Преподобный Максим Исповедник. Вопросоответы к Фалассию. Вопрос LIX // Альфа и Омега. 1999. — № 1 (19).
- Преподобный Анастасий Синаит. Три Слова об устроении человека по образу и по подобию Божиему. Слово второе // Альфа и Омега. 1999. — № 1 (19).
- Профессор Николай Никанорович Глубоковский (1863—1937). Предисловие // Глубоковский Н. Н. Святый Апостол Лука. Евангелист и Дееписатель. — М., 1999.
- Василий Васильевич Болотов — человек и учёный. Вступительная статья // Болотов В. В. Собрание церковно-исторических трудов, т.1. Учение Оригена о Святой Троице. — М., 1999.
- Преподобный Анастасий Синаит. Три Слова об устроении человека по образу и по подобию Божиему. Слово третье // Альфа и Омега. 1999. — № 2 (20).
- Митрополит Макарий (Оксиюк) и его церковно-научная деятельность. Вступительная статья // Митрополит Макарий (Оксиюк). Эсхатология св. Григория Нисского. — М., 1999.
- Классический труд по православному догматическому богословию. Предисловие. // Митрополит Московский и Коломенский Макарий. Православно-догматическое богословие. — М., 1999.
- Преподобный Макарий Египетский и проблема «Макарьевского корпуса» // Альфа и Омега. 1999. — № 3 (21). — С. 103—129; № 4 (22). — C. 136—165.
- Жизнь и труды святителя Григория Великого (Двоеслова). Вступительная статья // Святитель Григорий Великий Двоеслов. Избранные творения. — М., 1999.
- Предисловие // Правила святых Апостол и святых отец с толкованиями. — М., 2000.
- Примечания к кн.: Протопресвитер Иоанн Мейендорф. Иисус Христос в восточном православном богословии. — М., 2000.
- Актуальные проблемы современной патрологической науки в России (Тезисы выступления) // Православное богословие на пороге третьего тысячелетия. Материалы богословской конференции Русской Православной Церкви. — М., 2000.
- Святитель Кирилл Александрийский. Его жизнь, церковное служение и творения // Творения святителя Кирилла епископа Александрийского. Книга 1. — М., 2000.
- Примечания // Болотов В. В. Собрание церковно-исторических трудов. Т.3. — М., 2001.
- Преподобный Макарий Египетский. Его жизнь, творения и богословие // Творения преподобного Макария Египетского. — М., 2002.
- Предисловие // Николаева О. Православие и свобода. — М., 2002.
- Примечания // Болотов В. В. Собрание церковно-исторических трудов. Т. 4. — М., 2002.
- Сидоров А. И., Юдин В. Д. Профессор Александр Львович Катанский (1836—1919) // Катанский А. Л. Догматическое учение о семи церковных таинствах в творениях древнейших отцов и учителей Церкви до Оригена включительно. — М., 2003.
- Предисловие // Сокровищница духовной мудрости. Антология святоотеческой мысли, т. I. М., 2003 (0,2 а.л.).
- Предисловие // Творения блаженного Феодорита епископа Кирского. — М., 2003.
- Святитель Григорий Палама и его «Главы» // Богословские труды. 2003. — № 38. — C. 8-12.
- Святой Ефрем, патриарх Антиохийский: его жизнь, литературная деятельность и защита им Халкидонского собора // Свидетель истины. Памяти протопресвитера Иоанна Мейендорфа. — Екатеринбург, 2003.
- Отзыв на канд. дисс. прот. Валентина Асмуса на тему: «Православие, государственность, культура». // Богословский вестник. — Серг. П., 2003. — № 3. — С. 364—368.
- Отзыв на канд. дисс. иером. Вассиана (Змеева) на тему: «Святитель Амфилохий Иконийский как церковный писатель и богослов». // Богословский вестник. — Серг. П., 2003. — № 3. — С. 392—394
- Вопрос о пределах ведения Господа нашего Иисуса Христа и его решение в контексте святоотеческого предания // Богословский вестник. — Серг. П., 2006. — № 5/6. — С. 229—272.
- Отзыв на канд. дисс. диак. Дионисия Венюкова на тему: «Преподобный Григорий Синаит: жизнь, творения, богословие». // Богословский вестник. — Серг. П., 2006. — № 5/6. — С. 711—713.
- Отзыв на канд. дисс. В. А. Тупикова на тему: «Православные монастыри греческого Востока XI—XII вв. (по данным монастырских типиков)». // Богословский вестник. — Серг. П., 2006. — № 5/6. — С. 717—718.
- Некоторые аспекты экклесиологии преподобного Максима Исповедника // Альфа и Омега. — № 1 (39). — 2004.
- Предисловие и общая редакция // Попов И. В. Труды по патрологии, т. I. Святые отцы II—IV вв. Сергиев Посад, 2004. (в соавторстве с А. А. Тимофеевым)
- Смерть как наказание и смерть как благодеяние согласно учению преп. Максима Исповедника («Вопросоответы к Фалассию», 61) // Приложение к кн.: Избранные творения преподобного Максима Исповедника. — М., 2004.
- Вступительная статья // Ларше Ж.-К. Преподобный Максим Исповедник — посредник между Востоком и Западом. М., 2004
- Экзегетические труды Оригена: Толкования на Ветхий Завет // Альфа и Омега. — № 1. (42). — 2005.
- Экзегетические труды Оригена: Толкования на Ветхий Завет (продолжение) // Альфа и Омега. — № 2 (43). — 2005.
- Жизненный путь Евагрия Понтийского // Труды Минской духовной академии. — 2005. — № 3. — С. 35-49.
- Вопрос о пределах ведения Господа нашего Иисуса Христа и его решение в контексте святоотеческого Предания // Богословский вестник. — № 5-6, 2005—2006. — Сергиев Посад, 2006.
- Предисловие к Собранию творений преподобного Иустина (Поповича), т. II. — М., 2006. (в соавторстве с А. А. Зайцевым)
- Святой Амвросий Медиоланский как представитель золотого века святоотеческой письменности. Предисловие // Адамов И. И. Святитель Амвросий Медиоланский. — Сергиев Посад, 2006.
- Святой Лукиан Антиохийский и его ученики (К предыстории Антиохийской школы) // Альфа и Омега. — № 1. — (48) и Альфа и Омега. — № 2 (49). — 2007.
- История Церкви как историческая и богословская наука // Альфа и Омега. 2007. — № 2 (49).
- Основные тенденции развития и характерные черты древнехристианской и ранневизантийской экзегезы (II — начало VIII вв.) // Экзегетика и герменевтика Священного Писания. Выпуск 1. Сборник материалов I и II Богословских научных конференций, проходивших в МДА 27.10.2005 и 22 — 23.11.2006. Сергиев Посад.
- Древнецерковная историческая письменность (Основные этапы становления древнецерковной историографии) // Альфа и Омега. 2007 — № 3 (50); 2008. — № 1 (51); 2008. — № 2 (52);
- Святоотеческое учение о таинстве покаяния (некоторые аспекты) // Альфа и Омега. 2008. — № 1 (51).
- Экзегетические труды Оригена: Толкования на Новый Завет // Альфа и Омега. 2008. — № 1 (51). — С. 4-61; 2008. — № 2 (52). — С. 33-50
- Святитель Василий Великий. Жизнь, церковное служение и творения // Святитель Василий Великий. Творения, т. I. — М., 2008.
- Труд И. Ф. Панагопулоса «Толкование Священного Писания у отцов Церкви» // Панагопулос И. Толкование Священного Писания у отцов Церкви. — Т. 1 : Первые три века и александрийская экзегетическая традиция до пятого века. — 2013. — 570 с. — С. 3-7

- Творения преподобного Максима Исповедника. Книга I. Богословские и аскетические трактаты. Вступительная статья, перевод и комментарии. — М., 1993
- Творения преподобного Максима Исповедника. Книга II. Вопросоответы к Фалассию. Часть 1. Вопросы I-LV. Вступительная статья, перевод и комментарии. — М., 1994
- Творения аввы Евагрия. Аскетические и богословские трактаты. Вступительная статья, перевод и комментарии. — М., 1994
- Бл. Феодорит Кирский. История боголюбцев. Вступительная статья, перевод и комментарии. — М., 1996
- Творения древних отцов-подвижников. Св. Аммон, св. Серапион Тмуитский, преп. Макарий Египетский, св. Григорий Нисский, Стефан Фиваидский, блаж. Иперехий. Перевод, вступительная статья и комментарии. — М., 1997
- Преподобный Анастасий Синаит. Избранные творения. Вступительная статья, перевод и комментарии. — М., 2003 (в соавторстве с М. В. Никифоровым)
- У истоков культуры святости. Памятники древнецерковной аскетической и монашеской письменности. Вступительная статья, перевод и комментарии. — М., 2002
- Избранные творения преподобного Максима Исповедника. — М., 2004
- Свт. Григорий Палама. Сто пятьдесят глав. Вступительная статья, перевод и комментарии. — Краснодар, 2006

- Преподобный Максим Исповедник. «Тайноводство». Вступительная статья, перевод и комментарии // Журнал Московской Патриархии. 1986. — 1987. — № 4. — C. 68-73; № 5. — C. 69-74; № 7. — С. 68-72; № 8. — С. 66-69; № 10. — C. 67-75
- Преподобный Максим Исповедник. «Различные богословские и домостроительные главы». «Толкование на 59 Псалом». Перевод и комментарии // Символ. — № 22. — 1989.
- Преподобный Анастасий Синаит. «Об устроении человека по образу и подобию Божию». Слово первое. Перевод и комментарии // Символ. — № 23. — 1990.
- Максим Исповедник. «Мистагогия». Предисловие, перевод и комментарии // Восток. — 1991. — № 2.
- Преподобный Макарий Египетский. «Новые поучения». Перевод и комментарии // Символ. — № 26. — 1991.
- «Триады» святителя Григория Паламы // Журнал Московской Патриархии. — 1992. — № 5.
- Учение двенадцати Апостолов. Перевод и комментарии // Символ. — 1993. — № 29.
- Анастасий Синаит, преподобный. Путеводитель (избранные главы) / пер., примеч.: Сидоров А. И. // Журнал Московской Патриархии. 1993. — № 7. — C. 72-83.
- Преподобный Максим Исповедник. Вопросоответы к Фалассию LVI-LVIII. Перевод и комментарии // Альфа и Омега. 1997. — № 3 (14). — C. 30-62.
- Аммон, св. Семь посланий // Богословские труды. 1997. — № 33. — С. 263—282.
- Аммон, св. Наставления // Богословские труды. 1997. — № 33. — С. 283—309.
- Аммон, св. Фрагменты // Богословские труды. 1997. — № 33. — С. 310—312.
- Повествования об авве Аммоне // Богословские труды. 1997. — № 33. — С. 258—262.
- Неофита Монаха и Затворника Десять Слов о заповедях Христовых. Вступительная статья, перевод и комментарии // Альфа и Омега. 1998. — № 1 (15). — C. 48-77.
- Преподобный Анастасий Синаит. Три Слова об устроении человека по образу и по подобию Божиему. Слово первое. Перевод и комментарии // Альфа и Омега. 1998. — № 4 (18). — С. 89-118; 1999. — № 1 (19). — C. 72-91.
- Преподобный Максим Исповедник. Вопросоответы к Фалассию. Вопрос LX. Перевод и комментарии // Альфа и Омега. 2000. — № 1 (23). — C. 40-50.
- Святитель Афанасий Великий. О девстве, или о подвижничестве (Слово спасения к девственнице). Вступительная статья, редакция перевода и комментарии // Альфа и Омега. — № 2 (24). — 2000.
- Святитель Феолипт Филадельфийский. Послания к монахине Евлогии. Послание I—II. Предисловие, перевод и комментарии // Альфа и Омега. 2000. — № 3 (25). — С. 89-114.
- Епископ Аммон. Послание об образе жития и отчасти о жизни Пахомия и Феодора. Предисловие, перевод, комментарии // Альфа и Омега. 2000. — № 4 (26). 79-102; Альфа и Омега. 2001. — № 1 (27). — С. 94-115.
- Сущность соборного сознания в древнецерковной письменности: единство в многообразии // Патристика. Новые переводы, статьи. — Нижний Новгород, 2001.
- Жизненный путь Оригена // Патристика. Новые переводы, статьи. — Нижний Новгород, 2001.
- Григорий Палама, святитель. Сто пятьдесят глав, посвященных вопросам естественнонаучным, богословским, нравственным и относящимся к духовному деланию, а также предназначенных к очищению от варлаамитской пагубы (главы 1-63) // Богословские труды. 2003. — № 38. — С. 12-73.
- Экзегетические труды Оригена: Гомилии на Ветхий Завет // Альфа и Омега. — № 2. — (40). — 2004.
- Преподобный Максим Исповедник. Вопросоответы к Фалассию. Вопрос LXI / пер.: Сидоров А. И. // Богословские труды. 2003. — № 38. — C. 74-86.
- Григорий Палама, святитель, Сто пятьдесят глав, посвященных вопросам естественнонаучным, богословским, нравственным и относящимся к духовному деланию, а также предназначенных к очищению от варлаамитской пагубы. Часть вторая. Опровержение учения Варлаама и Акиндина (главы 64-150) // Богословские труды. 2004. — № 39. — С. 5-60.
- Святитель Феолипт Филадельфийский. Послания к монахине Евлогии. Послания третье, четвёртое и пятое. Перевод и комментарии // Альфа и Омега. — № 3 (41). — 2004.
- Святитель Феолипт Филадельфийский. Оглашения Ι-ΙΙΙ. Вступительная статья, перевод и комментарии // Альфа и Омега. 2005. — № 3 (44).
- Святитель Феолипт Филадельфийский. Оглашения IV—VI. Перевод и комментарии // Альфа и Омега. — № 1 (45). — 2006.
- Святитель Феолипт Филадельфийский. Оглашения VII. Перевод и комментарии // Альфа и Омега. — № 2 (46). — 2006.
- Святитель Феолипт Филадельфийский. Оглашения VIII—IX. Перевод и комментарии // Альфа и Омега, № 3 (47), 2006.
- Преподобный Максим Исповедник. Вопросоответы к Фалассию. Вопрос LXII. Перевод и комментарии // Альфа и Омега. 2007. — № 3 (50).
- Преподобный Анастасий Синаит. Вопросы и ответы. Перевод и комментарии // Альфа и Омега. 2010. — № 3 (59)

- Рецензия на книгу К. Рудольфа «Гностицизм. Сущность и история одной позднеантичной религии». Лейпциг, 1977 // Вестник древней истории. — 1981. — № 1.
- Рецензия на материалы Международного симпозиума, посвященного творчеству Максима Исповедника // Византийский временник. — 1984. — Т. 45.
- Рецензия на критическое издание «Вопросоответов к Фалассию» и «Вопросов и недоумений» Максима Исповедника // Византийский временник. — 1988. — Т. 49
- Рецензия на критические издания трудов Анастасия Синаита, Никифора Влеммида и анонимного автора трактата «Против иудеев» // Византийский временник. — 1989. — Т. 50.
- Рецензия на критическое издание греческих катен на книги Бытие и Исход // Византийский временник. — 1991. — Т. 51.
- Рецензия на критическое издание сочинений Иоанна Кантакузина и Леонтия Иерусалимского // Византийский временник. — 1991. — Т. 52.